# Regar-TadAZ Tursunzoda
Il Regar-TadAZ Tursunzoda è una società calcistica tagika con sede nella città di Tursunzoda. Disputa le sue partite allo Stadium Metallurg 1st District .

## Storia
La squadra ha militato nella Seconda Lega sovietica B (zona 9) negli anni 1990  e 1991 , classificandosi al 12º e al 9º posto finali. Dal 1992 gioca nel campionato nazionale tagiko creato a seguito dell'indipendenza della Repubblica del Tagikistan.  
Nel 1995 il nome della squadra cambiò da Regar Tursunzoda all'attuale Regar-TadAZ Tursunzoda.
La squadra è diventata il punto di riferimento del calcio tagiko a partire dal nuovo millennio. Dopo aver raccolto un secondo posto nella stagione 2000 ha vinto ben sette degli otto campionati successivi. Al dominio in patria si è aggiunto anche quello in ambito internazionale grazie ad una serie di ottimi risultati nella Coppa del Presidente dell'AFC: la squadra ha partecipato a quattro edizioni della manifestazione vincendo per tre volte il titolo (2005, 2008, 2009).

## Palmarès

### Competizioni nazionali
- Campionato di calcio del Tagikistan: 7

2001, 2002, 2003, 2004, 2006, 2007, 2008
- Coppa del Tagikistan: 7

2001, 2002, 2005, 2006, 2011, 2012, 2024

### Competizioni internazionali
- Coppa del Presidente dell'AFC: 3

2005, 2008, 2009

### Altri piazzamenti
- Campionato di calcio del Tagikistan:

Secondo posto: 1992, 2000, 2005, 2009, 2010, 2011, 2012
Terzo posto: 2016, 2019
- Coppa del Tagikistan:

Finalista: 1992, 1995, 1999, 2013, 2014, 2015, 2018, 2019
Semifinalista: 1994
- Coppa del Presidente dell'AFC:

Semifinalista: 2007